# Pimpa (serie animata 2010)
Pimpa è la terza serie televisiva animata de La Pimpa, nota anche come Pimpa Giramondo, disegnata da Altan e composta da 26 episodi di circa 5 minuti l'uno, è stata trasmessa in prima visione in Italia nel 2010 su Rai YoYo.

## Doppiaggio
La voce della Pimpa è di Francesca Vettori mentre quella di Armando è di Giorgio Scaramuzzino. Le voci degli altri personaggi sono di Davide Garbolino, Aldo Stella e Jasmine Laurenti, che canta anche le canzoni.

## Episodi
| nº | Titolo italiano           |
| -- | ------------------------- |
| 1  | La rana Rachele           |
| 2  | Il gatto con gli stivali  |
| 3  | Il vestito di Armando     |
| 4  | Arriva Tito               |
| 5  | Il signor Inverno         |
| 6  | La scuola in vacanza      |
| 7  | La casa colorata          |
| 8  | La balena Milly           |
| 9  | Il rinoceronte Rino       |
| 10 | Il pane e il panino       |
| 11 | Il coccodrillo Bibo       |
| 12 | L'amica onda              |
| 13 | Sassi e sassolini         |
| 14 | Il sombrero messicano     |
| 15 | Coniglietto e il telefono |
| 16 | Nuvole a primavera        |
| 17 | Posta per l'elefante      |
| 18 | La pizza gelata           |
| 19 | Le primizie dell'orto     |
| 20 | Picnic con Rosita         |
| 21 | Arriva l'autunno          |
| 22 | La civetta e la farfalla  |
| 23 | Il tapiro Miro            |
| 24 | Olivia e il gambero       |
| 25 | Il computer Nicola        |
| 26 | Il pianetino e l'UFO      |